# St. Mariä Himmelfahrt (Wassenberg)

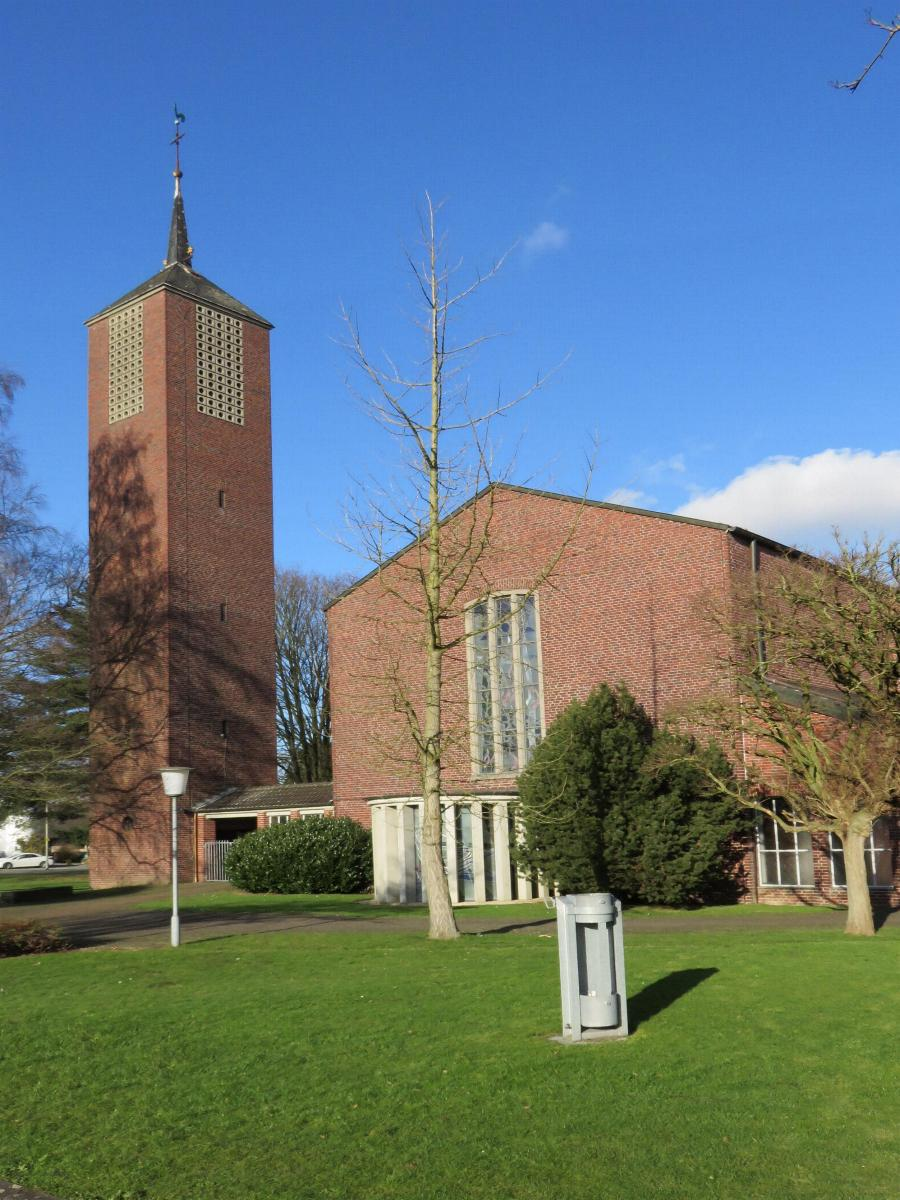
St. Mariä Himmelfahrt in Wassenberg

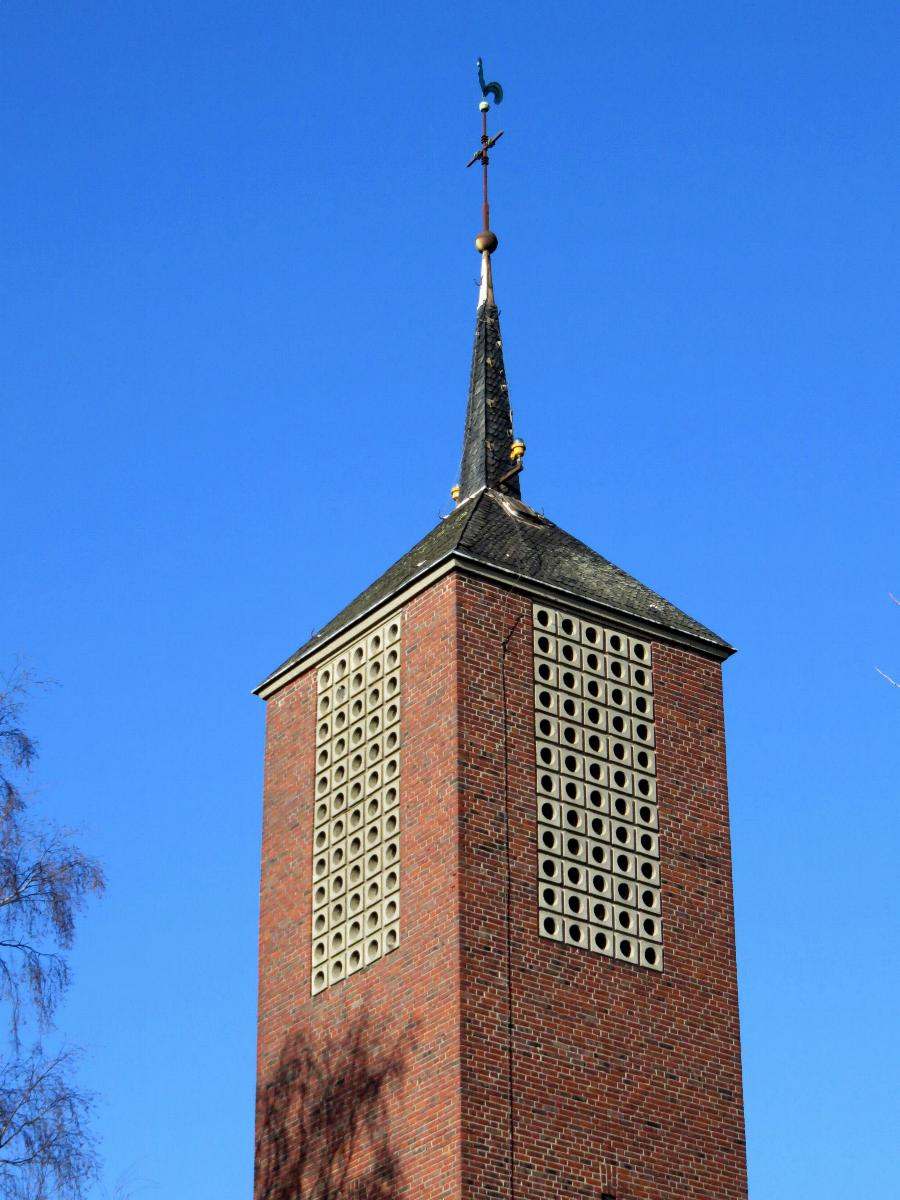
Turmspitze

St. Mariä Himmelfahrt ist die römisch-katholische Filialkirche der Oberstadt von Wassenberg im Kreis Heinsberg (Nordrhein-Westfalen).

## Geschichte
Nach dem Zweiten Weltkrieg bestand die Notwendigkeit zum Bau einer Kirche und zur Einrichtung einer neuen Seelsorgeeinheit in der Wassenberger Oberstadt. Am 11. Dezember 1947 wurde das Rektorat St. Mariä Himmelfahrt der Pfarre St. Georg Wassenberg gegründet. Zunächst diente als Gotteshaus eine Notkirche in einer Arbeitsdienstbaracke. 1952 wurde das Rektorat zur Pfarrvikarie erhoben und war nun vermögensrechtlich weitgehend eigenständig. Eine Kirche erhielt der neue Pfarrbezirk schließlich in den Jahren 1954 bis 1956 nach den Plänen des Wassenberger Architekten Willi Andermahr. Grundsteinlegung war am 10. Oktober 1954 und die Weihe des Gotteshauses erfolgte am 8. April 1956.
Am 26. November 1965 wurde die Pfarrvikarie St. Mariä Himmelfahrt von der Mutterpfarre St. Georg in der Unterstadt abgetrennt und zur eigenständigen Pfarrgemeinde erhoben. Seit dem 1. Januar 2010 ist St. Mariä Himmelfahrt keine eigenständige Pfarrgemeinde mehr. Sie wurde mit einigen anderen ehemaligen Pfarreien zur Pfarre St. Marien Wassenberg fusioniert.

## Ausstattung
Im Innenraum hat sich die Ausstattung der 1950er Jahre erhalten. Die Orgel besitzt 17 Register und stammt aus dem Jahr 1973. Die Fenster schuf Peter Thomas im Jahr 1979.

## Glocken
| Nr. | Name              | Durchmesser (mm) | Masse (kg, ca.) | Schlagton (HT-1/16) | Gießer                                          | Gussjahr |
| 1   | Marienglocke      | –                | –               | e'                  | Bochumer Verein für Gußstahlfabrikation, Bochum | 1957     |
| 2   | Josefsglocke      | –                | –               | g'                  | Bochumer Verein für Gußstahlfabrikation, Bochum | 1957     |
| 3   | Sebastianusglocke | –                | –               | a'                  | Bochumer Verein für Gußstahlfabrikation, Bochum | 1957     |
| 4   | Schutzengelglocke | –                | –               | h'                  | Bochumer Verein für Gußstahlfabrikation, Bochum | 1957     |

Motiv: O Heiland, reiß die Himmel auf